# الصحراء المغربية (صحيفة)
جريدة الصحراء المغربية هي صحيفة يومية باللغة العربية من نشر مجموعة ماغوك سواغ. المجموعة استولى عليها المنفذ الإعلامي السعودي عثمان العمير. انطلقت الصحيفة عام 1989. المنشورة الشقيقة للصحيفة هي صحيفة صباح الصحراء والمغرب (Le Matin) باللغة الفرنسية المناصرة للملكية.